# Erioptera (Erioptera) viridula
Erioptera (Erioptera) viridula is een tweevleugelige uit de familie steltmuggen (Limoniidae). De soort komt voor in het Nearctisch gebied.